# Mahmudabad (ort i Mazandaran)
Maḩmūdābād (persiska: محمود آباد) är en ort i Iran, huvudort i Shahrestān-e Maḩmūdābād.   Den ligger i provinsen Mazandaran, i den norra delen av landet, 130 km nordost om huvudstaden Teheran. Antalet invånare är 27 561.
Terrängen runt Maḩmūdābād är mycket platt. Runt Maḩmūdābād är det ganska tätbefolkat, med 155 invånare per kvadratkilometer. Närmaste större samhälle är Āmol, 19,6 km söder om Maḩmūdābād. Trakten runt Maḩmūdābād består till största delen av jordbruksmark.